# Garantie des accidents de la vie
 (mai 2015).
Si vous disposez d'ouvrages ou d'articles de référence ou si vous connaissez des sites web de qualité traitant du thème abordé ici, merci de compléter l'article en donnant les références utiles à sa vérifiabilité et en les liant à la section « Notes et références ».
Pour les articles homonymes, voir GAV.
La garantie des accidents de la vie ou GAV est une forme de contrat d’assurance de personnes. Ce contrat permet d'indemniser rapidement les assurés en cas de dommages corporels accidentels importants et permanents survenus au cours de la vie privée.

## Création
Développé par les sociétés d’assurances membres de la FFSA au début des années 2000, il vise à compléter ce qui n’est pas ou mal pris en charge par les régimes de prévoyance (sécurité sociale et complémentaire santé).  
La FFSA a mis en place un label GAV avec une charte qui oblige les assureurs signataires à offrir un certain nombre de garanties de base et à respecter des règles d’indemnisation.

## La garantie
Il existe deux types de contrats : individuel ou familial. 
Il y a des franchises d’invalidité : dès lors que l'incapacité permanente imputable à l'accident est au moins égale à 30%. Selon les assureurs et les formules, le taux peut être réduit à 5%, 10%, etc.  Par exemple la perte d’une jambe entraîne une invalidité de 30% et la perte d’un doigt est à 5%. 
Un plafond de garantie a été fixé à 1 million d'euros minimum par victime.
La victime est dédommagée selon les règles du droit commun : c’est un contrat de principe indemnitaire et non forfaitaire.
La garantie des accidents de la vie couvre l'assuré dans les cas où il se blesse, que ce soit seul ou non. Dans la mesure où les procédures de recours contre un tiers responsable peuvent être longues, la GAV permet une avance sur recours plus rapide. 
Les événements garantis sont : les accidents de la vie privée (les accidents domestiques tels que les chutes, brûlures, etc.), les catastrophes naturelles et technologiques, les accidents médicaux, les accidents dus à des attentats ou des agressions.
Les accidents de la route et les accidents du travail ne sont pas garantis dans ce contrat car ils sont soumis à un régime d’indemnisation spécifique obligatoire.

## Indemnisation
Sont indemnisés en cas d’invalidité : l'incapacité permanente, le préjudice esthétique, le préjudice d'agrément et les souffrances endurées mais aussi les frais annexes comme : les frais de logement adapté, les frais de véhicule adapté, l'assistance permanente par une tierce personne, les pertes de gains professionnels futurs, etc.
Sont indemnisés en cas de décès (les préjudices économiques et moraux subis par les bénéficiaires) : les frais d'obsèques, le préjudice d’affection, les pertes de revenus des proches, les frais divers des proches, etc. 

## Quelques chiffres
Fin 2013 on comptait 4,1 millions de contrats GAV couvrant ainsi 8,3 millions de personnes, soit une progression de 6% sur l’année.
En 2013 ce n'est pas moins de 58 400 accidents déclarés au titre de cette garantie.
Le coût moyen d’un accident grave dont la valeur est supérieure à 150 000 euros, s’établit à 438 768 euros.
Chaque année les accidents domestiques représentent environ 8 millions (200 000 à 300 000 hospitalisations) de blessés dont 80 000 à 120 000 garderont des séquelles et 18 000 à 20 000 décès.